# Jennifer Berry
Jennifer Berry-Gooden (Houston, 18 luglio 1983) è una modella statunitense, incoronata Miss America 2006.

## Biografia
Vincitrice del titolo di Miss Oklahoma l'11 giugno 2005 a Tulsa, Jennifer Berry gareggiava in qualità di Miss Grand Lake, ed era il suo quinto tentativo al concorso. In passato si era classificata quarta nel 2003 e nel 2004, era entrata nella top ten nel 2002 mentre non si era classificata nel 2001.
La Berry quindi rappresenta lo stato dell'Oklahoma a Miss America 2006, svolto per la prima volta presso il Theatre for the Performing Arts di Las Vegas, il 21 gennaio 2006. Alla fine della serata la Berry viene incoronata Miss America, la prima a essere incoronata al di fuori di Atlantic City. In veste di Miss America, Jennifer Berry è stata testimonial della lotta all'alcolismo adolescenziale e delle campagne per la prevenzione della guida in stato di ebbrezza. Ha inoltre presentato il concorso Miss America's Outstanding Teen, tenutosi a Orlando, Florida.
Studentessa dell'Università dell'Oklahoma, Jennifer Berry è membro della Chiesa di Cristo. Il 28 aprile 2007 ha sposato Nathan Gooden nella città di Tulsa.